# Imhotep
Pour les articles homonymes, voir Imhotep (homonymie).
Imhotep (« Ἰμούθης » en grec), dont le nom signifie « Celui qui vient en paix », est un personnage historique emblématique de l'Égypte antique. Ayant vécu au troisième millénaire avant notre ère, il fut un homme aux multiples talents dont le principal était d'avoir été l'architecte du vaste complexe funéraire de Djéser (IIIe dynastie), première construction en pierre aussi grande. Il sera plus tard divinisé, devenant d'ailleurs le fils de Ptah.

## Biographie
Personnage longtemps connu uniquement par des attestations datées au plus tôt du Nouvel Empire, il fallu attendre les fouilles des complexes funéraires de Djéser puis de Sekhemkhet à Saqqarah pour découvrir les premières, et seules à ce jour, attestations contemporaines d'Imhotep. Il s'agit des documents suivants :
- le socle d'une statue fragmentaire découverte au sud du complexe funéraire de Djéser ; ce socle est aujourd'hui conservé au Musée du Caire (JE 49889)[4],[5],
- un graffiti découvert sur le mur nord de l'enceinte du complexe funéraire de Sekhemkhet[6].

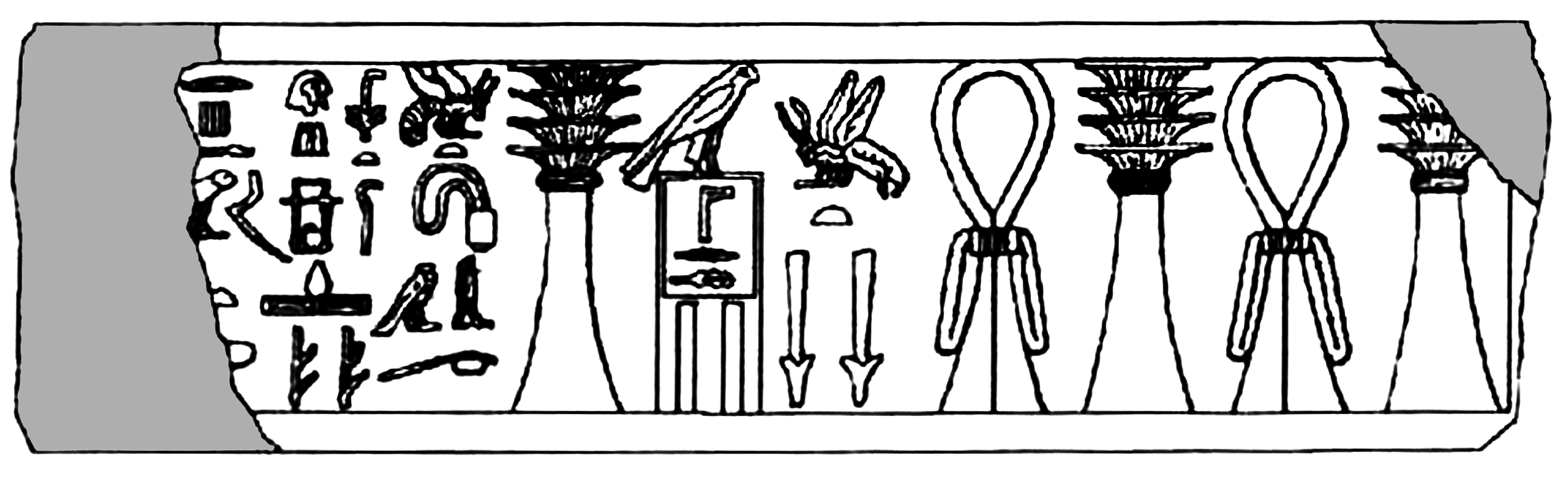
Reconstitution de l’inscription portée sur le fragment de statue du roi Djéser.

Ces éléments permettent de connaître certains titres portés par Imhotep au cours de sa carrière :
- « Chancelier du roi » (égyptien : ḫtmty bjty)[7],[5],
- « Sous-ordre du roi  » (égyptien : ḫry-tp nsw.t)[5],
- « Chef des pât  » (égyptien : jry-pˁt)[5],
- « Gouverneur du grand château » (égyptien : ḥḳȝ ḥw.tˁ ȝ.t)[5],
- « Grand des voyants » (égyptien : wr mȝ.w)[8],[5],
- « Maître-artisan des sculpteurs et des maçons » (égyptien : mḏḥ gnwty(.w))[5].

Aucun titre ne désigne Imhotep comme architecte, métier qu'il sera pourtant réputé avoir exercé dans les sources bien postérieures. Cependant, le titre de « maître-artisan des sculpteurs et des maçons » suffit à avaliser cette réputation de maître d'œuvre du complexe funéraire de Djéser, ainsi que celui probablement de Sekhemkhet comme l'indique le graffiti découvert dans son complexe funéraire.
Il est possible que d'autres attestations d'Imhotep ont été retrouvées en les empreintes d'un même sceau découvertes dans le complexe funéraire de Djéser. En effet, les sceaux étaient anonymes la plupart du temps. Le sceau découvert comporte trois titres en plus du serekh de Djéser répété trois fois :
- « Chancelier du roi » (égyptien : ḫtmty bjty), répété trois fois,
- « Chef du Nekhen » (égyptien : mḏḥ nḫn), répété deux fois,
- « Contrôleur royal » (égyptien : ḫrp nsw.t), présent une seule fois.

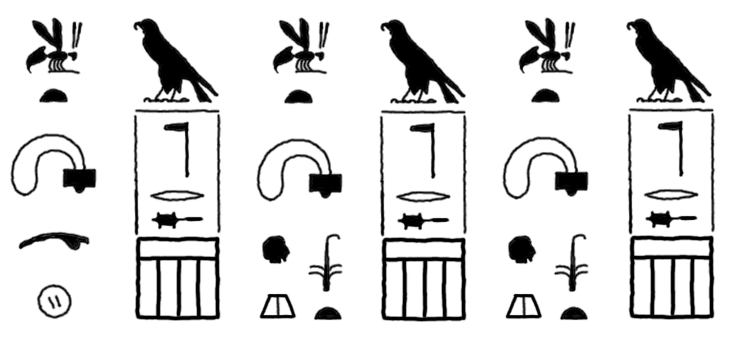
Sceau découvert dans la chambre B sous la pyramide de Djéser.

Une autre attestation pourrait être un vase inscrit sur lequel plusieurs titres sont présents et qui correspondent à ceux d'Imhotep, à l'exception du suivant qui serait donc à ajouter à la liste si l'identification est correcte : « Prêtre-lecteur en chef ».

## Destinée posthume
La documentation postérieure concernant Imhotep n'est attestée qu'à partir de la XVIIIe dynastie. Cependant, son lien avec Djéser et l'architecture en pierre s'est maintenu pendant cette longue période pendant laquelle le registre archéologique est muet. Les plus anciens documents datent du règne d'Amenhotep III et mentionnant des libations en son honneur, ce qui est une première étape vers sa divinisation. Les dédicants sont des scribes qui s'adressent à une sorte de saint patron aux qualités intellectuelles reconnues, puisqu'on lui attribue alors des compositions littéraires et des sagesses. C'est dans ce contexte qu'il a dû apparaître comme prêtre-lecteur et magicien dans le papyrus Westcar, même si son nom et toute une partie du récit sont en lacune.
Pendant la XIXe dynastie au plus tard, une parenté divine lui est accordée en tant que « fils de Ptah » (sȝ-Ptḥ), le patron des artisans, ce qui correspond parfaitement à son titre de « maître-artisan des sculpteurs et des maçons » qu'il porta de son vivant : une bassin à libations, sans provenance connue mais qui pourrait provenir d'un petit lieu de culte installé par Khâemouaset (quatrième fils de Ramsès II et restaurateur de plusieurs monuments de l'Ancien Empire dans la nécropole memphite, dont celui de Djéser) dans le complexe funéraire de Djéser même, montre le prince en question en train d'invoquer les dieux par l'intermédiaire d'« Imhotep le grand, le fils de Ptah ». En effet, l'inscription est la suivant :
« Ô les dieux du Sud et les dieux de l'Ouest, venez en groupe, venez assemblés, et vous serez satisfaits de toute bonne chose qu'Imhotep le grand, le fils de Ptah, a faite pour vous. »
À partir de la XXVIe dynastie, Imhotep bénéficie d'un temple à Saqqarah encore non retrouvé. Les statues à son image se répandent, dont plusieurs centaines d'exemplaires en bronze ont été découverts. Imhotep est figuré assis, avec le long tablier des prêtres, la calotte emblématique de Ptah et le rouleau de papyrus déroulé entre les mains, sur lequel peut figuré la phrase suivante : « eau du pot à eau de tout scribe pour ton ka, ô Imhotep ». Son culte intégrait en effet depuis l'époque ramesside une libation accomplie à partir de pots de la forme de celui dans lequel le scribe trempe son calame.
À partir de la XXXe dynastie au plus tard, Imhotep devient un dieu guérisseur et le fondateur de la médecine égyptienne qui, selon la statue de Psentaïs (aujourd'hui au Vatican), « vient à tous ceux qui l'implorent, guérit la maladie, guérit les membres ». Il est alors associé, mais pas assimilé, à l'Asclépios des Grecs, avec lequel il partage plusieurs caractéristiques : origine humaine, pouvoir de guérison, attributs magiques.
Au début de la période ptolémaïque, l'historien égyptien Manéthon le crédite de la généralisation de l'utilisation de la pierre comme matériau de construction des temples et tombeaux funéraires, alors qu'ils étaient faits auparavant de briques de terre cuite.
Si le temple d'Imhotep à Saqqarah semble être le plus ancien, il a eu d'autres lieux de culte : 
- un temple à Memphis même à côté de celui de son « père » Ptah ; sa mère y était parfois assimilée à Sekhmet[16],[17],
- une chapelle dans le temple de Ptah à Karnak à partir de la période ptolémaïque dans laquelle Imhotep était vénéré aux côtés de Ptah et Hathor,
- dans le temple d'Amon à Karnak, une représentation d'Imhotep est également présente du côté d'une petite chapelle osirienne,
- sur l'île de Philæ, Ptolémée V lui consacra une chapelle à deux salles,
- dans de nombreux temples d'Égypte, une scène ou une statue permettait d'honorer Imhotep sans qu'aucun clergé ne lui soit dédié.

Dans l'ensemble de ces lieux, Imhotep pouvait y être vénéré comme l'inventeur des principes de l'architecture sacrée, consignés dans un ouvrage qui lui est attribué nommé « le livre de l'ordonnancement du temple » (s̆fd n(y) ss̆m ḥw.t-nṯr).
Imhotep était également vénéré hors d'Égypte comme le montre une statue naophore découverte à Pozzuoli en Italie, probablement dans un temple local dédié à Isis.

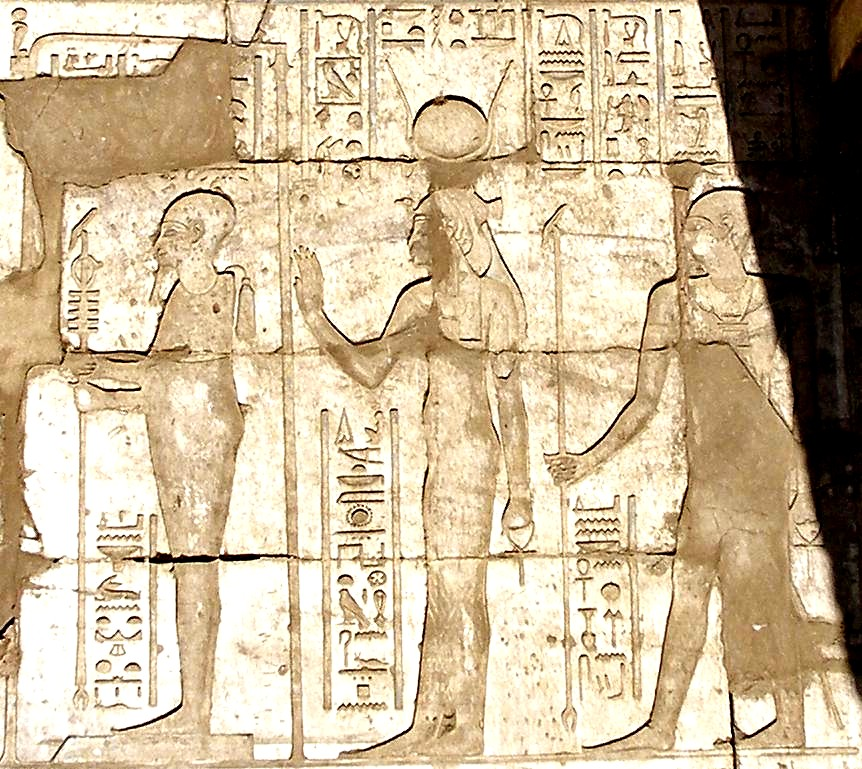
Représentation de Ptah, Hathor et Imhotep à Karnak.
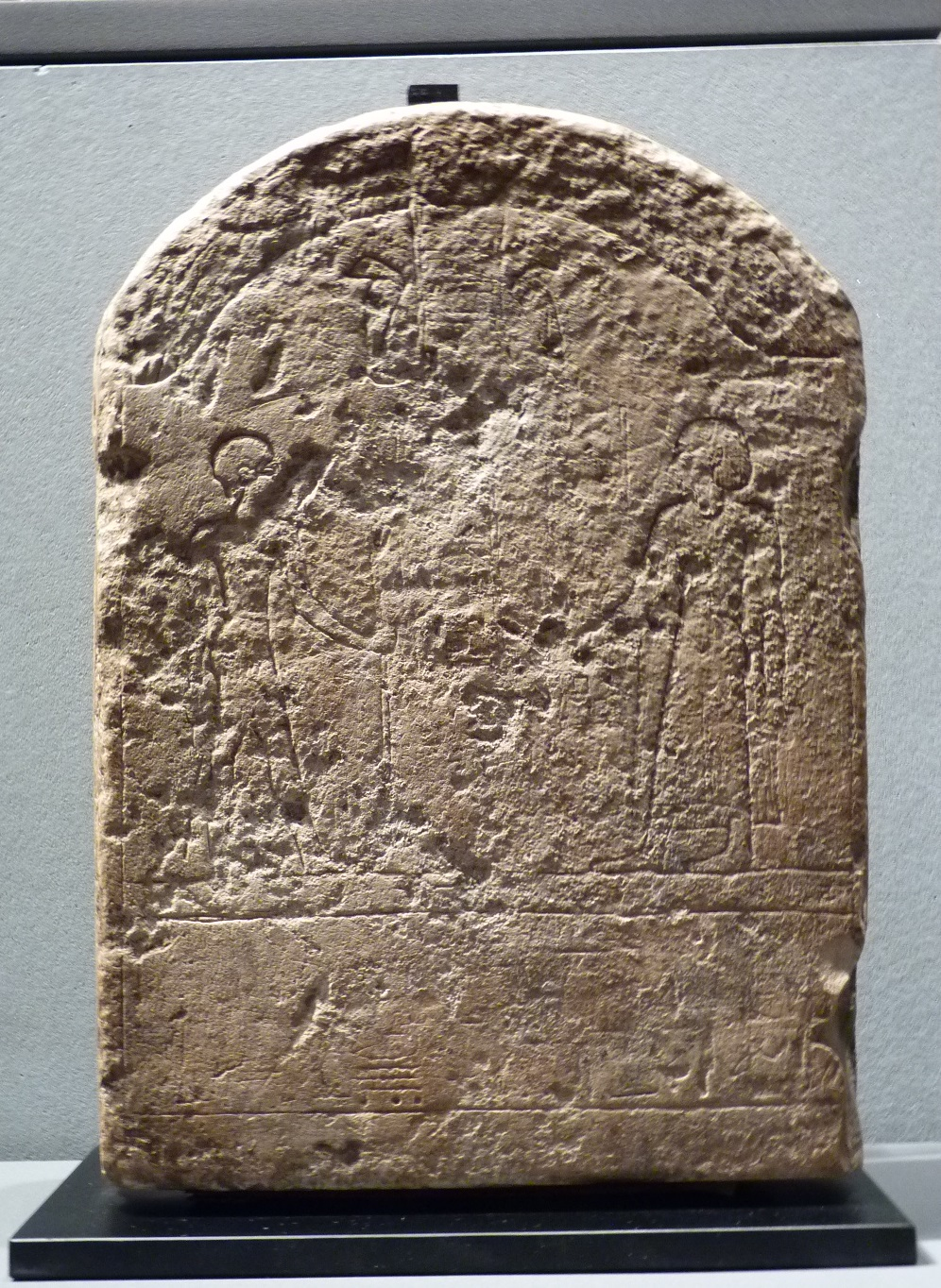
Stèle représentant Imhotep et Amenhotep III datant du -IIe siècle.
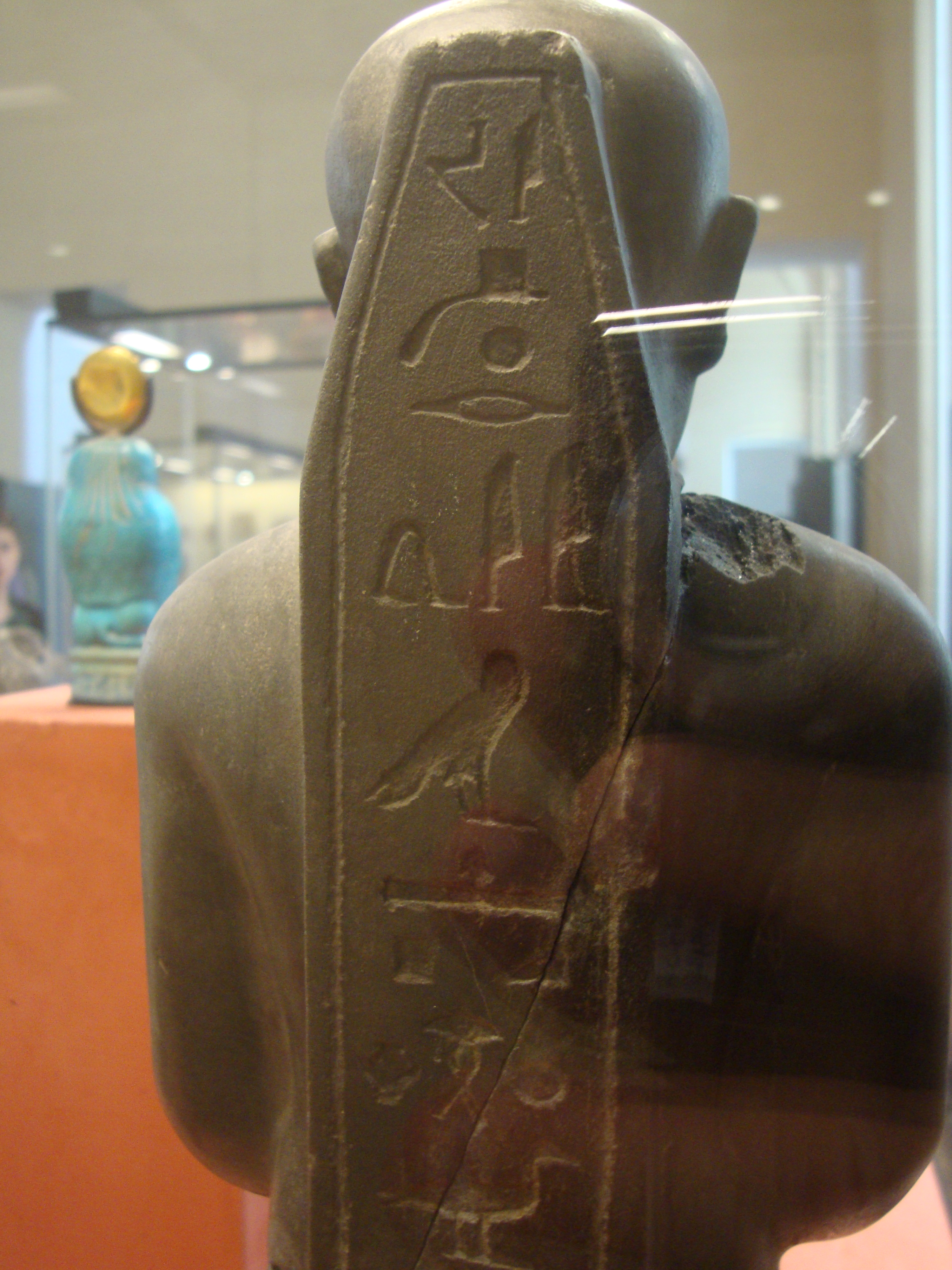
Inscription au dos de l'une des trois statuettes d'Imhotep exposées au Louvre.
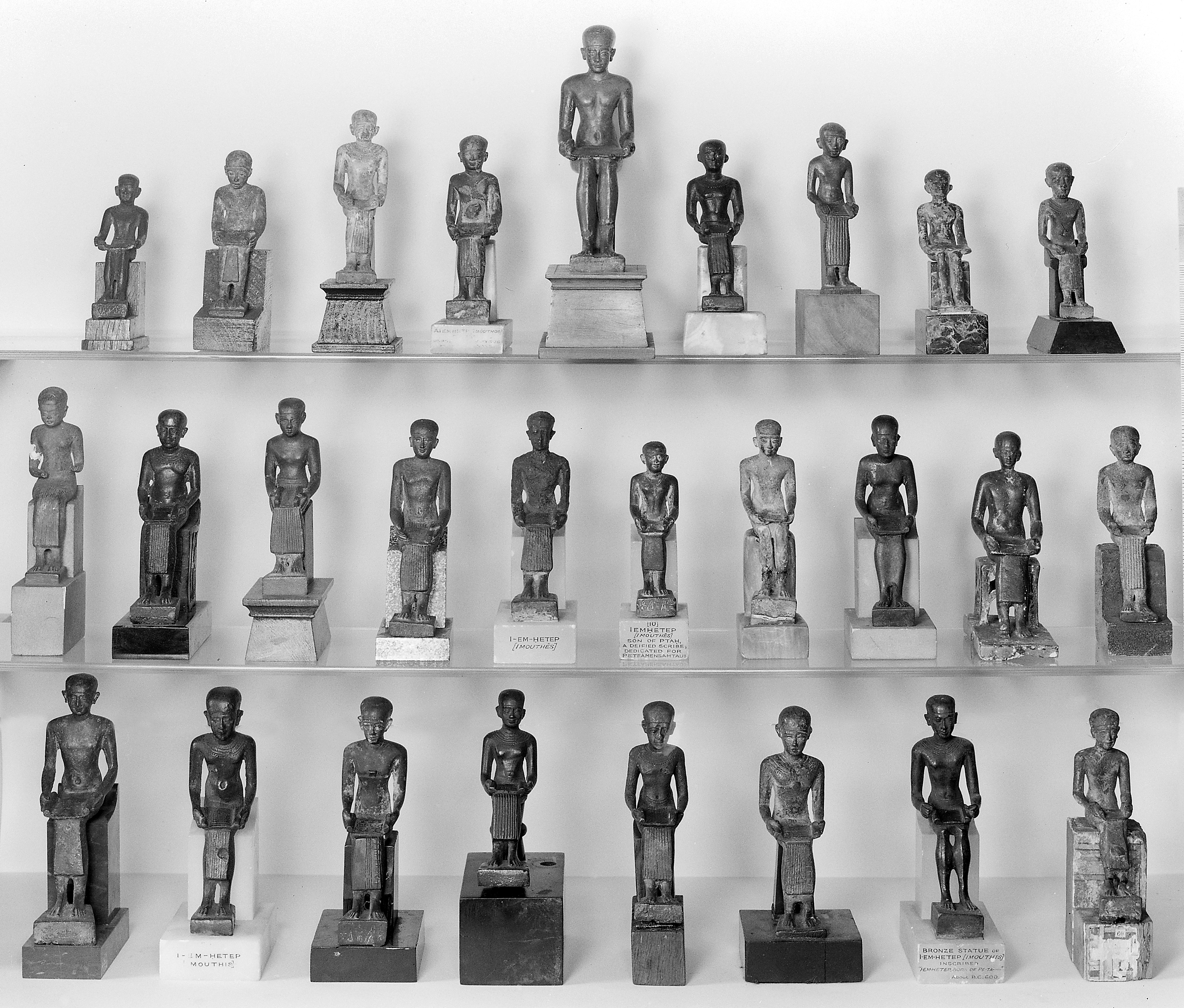
Collection de figurines d'Imhotep.

## Dans la culture populaire
- Imhotep est l'identité originale du fameux mort-vivant momifié du film La Momie (1932), interprété par Boris Karloff. Ce film connaîtra de nombreuses suites.
  - À ce titre, il revient donc en tant que principal antagoniste du remake de la franchise, démarrée avec La Momie (1999), et suivi par Le Retour de la Momie, dans lequel il disparaît définitivement, emporté par les âmes damnées en Enfer. Il est interprété par Arnold Vosloo.
- Dans la bande dessinée Papyrus et son adaptation en série d'animation, le personnage d'Imouthep est très largement inspiré par l'architecte Imhotep, lequel apparaît dans le tome 8 (et dans l'adaptation de celui-ci en épisode animé).
- Dans la série télévisée Stargate SG-1, il est identifié comme étant un Goa'uld.
- Dans le film Astérix et Obélix : Mission Cléopâtre, les Égyptiens disent « Imhotep » en guise de salamalec.
- Dans un manga appelé Im : great priest Imhotep, de Makoto Morishita, il incarne le héros principal.
- Dans la série S.H.I.E.L.D. (2010-2018), écrite par Jonathan Hickman, la « Confrérie du Bouclier » qui donnera naissance au SHIELD de Marvel est créée par Imhotep.
- Imhotep est le protagoniste du livre Imhotep, l'inventeur de l'éternité de Christian Jacq, publié en 2010.
- Imhotep est le protagoniste du roman Imhotep, le Mage du Nil de Pierre Montlaur, publié en 1984.